# Stazione di Savona
Stazione di Savona vasútállomás Olaszországban, Savona településen.

## Vasútvonalak
Az állomást az alábbi vasútvonalak érintik:
- Genova–Ventimiglia-vasútvonal
- Torino-Fossano-Savona-vasútvonal

## Kapcsolódó állomások
A vasútállomáshoz az alábbi állomások vannak a legközelebb:
- Stazione di Quiliano-Vado Ligure
- Stazione di Altare
- Stazione di Santuario
- Stazione di Albisola
- Stazione di Savona Parco Doria